# Ostrea edulis
Espèce
Ostrea edulis est le nom scientifique de l'huître plate sauvage indigène européenne, autrefois également nommée Ostrea boblayei (Deshayes, 1835), Ostrea taurica (Krynicki 1837) et Ostrea adriatica (Lam.-Middendorff, 1848).
Toutes les huîtres plates élevées en France sont des Ostrea edulis même si, selon les gisements, elles peuvent avoir une apparence différente, ou acquérir des saveurs différentes.
Son élevage était déjà connu des Romains qui auraient importé cette pratique en France.
Des années 2000 à 2005, on en a produit en France environ 2 000 t/an pour une valeur de 10 M€.
On la cultivait autrefois à partir de jeunes huîtres pêchées dans la nature qu'on engraissait sur des parcs judicieusement placés.

## Description
Valve droite et gauche du même spécimen:

Valve droite
Valve gauche

Fossile (Pliocène)

Valve droite
Valve gauche

L'huître plate sauvage indigène européenne a un diamètre compris entre 7 et 10 cm.
La variété « pied-de-cheval » est la plus grosse, pesant généralement entre 250 et 500 g, pouvant atteindre 1,5 kg et 15 cm (la taille et la forme évoquent le sabot d'un cheval, d'où son nom). Sa chair plus maigre et son goût fortement iodé la rend moins recherchée que l'huître plate d'élevage pour une consommation crue.

## Cycle de vie
Comme la majorité des invertébrés benthiques, les huîtres plates ont un cycle de vie bentho-pélagique où une phase adulte sessile succède à une phase de vie larvaire planctonique pélagique (avec différents stades, larve trochophore, véligère, phase de pédivéligère qui voit la larve plonger au fond, passant de la phase nageante à une phase rampante).
Particularité chez les huîtres plates, elles ont une fécondation interne : l'huître femelle émet ses gamètes en interne dans sa cavité palléale, tandis que le mâle répand dans l'eau sa laitance, que la femelle récolte en la filtrant. Les œufs fécondés donnent naissance à des larves microscopiques dans la poche incubatrice. De laiteuse blanche, l'huître devient « ardoisée » en raison de la couleur grise des centaines de millions de larves contenues dans cette poche. Après une période d'incubation qui dure entre 8 et 10 jours, et dépendant de la température, les larves véligères sont émises dans l'eau pour une vie pélagique. Les larves pédivéligère compétentes sélectionnent et explorent leur substrat avant de s'y fixer par le byssus et de s'y métamophoser (phase de colonisation du substrat appelée recrutement).

## Distribution et habitat
Cette huître est présente sur le pourtour méditerranéen (en France, dans l'étang de Thau), en Atlantique (depuis la Bretagne jusqu'à la baie d'Agadir au Maroc), Manche, mer du Nord, en Adriatique et en mer Noire. Elle a
également été introduite en Amérique du Nord (états de Washington, de Californie et du Maine) dans les années 1940 et au Japon pour des raisons commerciales.
Les bancs naturels se situent dans la zone intertidale, ainsi qu'à l'étage médiolittoral bas et infralittoral (échelle bathymétrique généralement de 0 à -20 m, jusqu'à une profondeur de -50 m).
Un article de Nature Sustainability  constate, à partir de l'étude de documents anciens,  que l’étendue prouvée des récifs d’huîtres européens était  phénoménale : au moins 1,7 million d’hectares. Cette prise de conscience récente de l'étendue de l'habitat témoignerait du phénomène d'amnésie écologique.

## Élevage

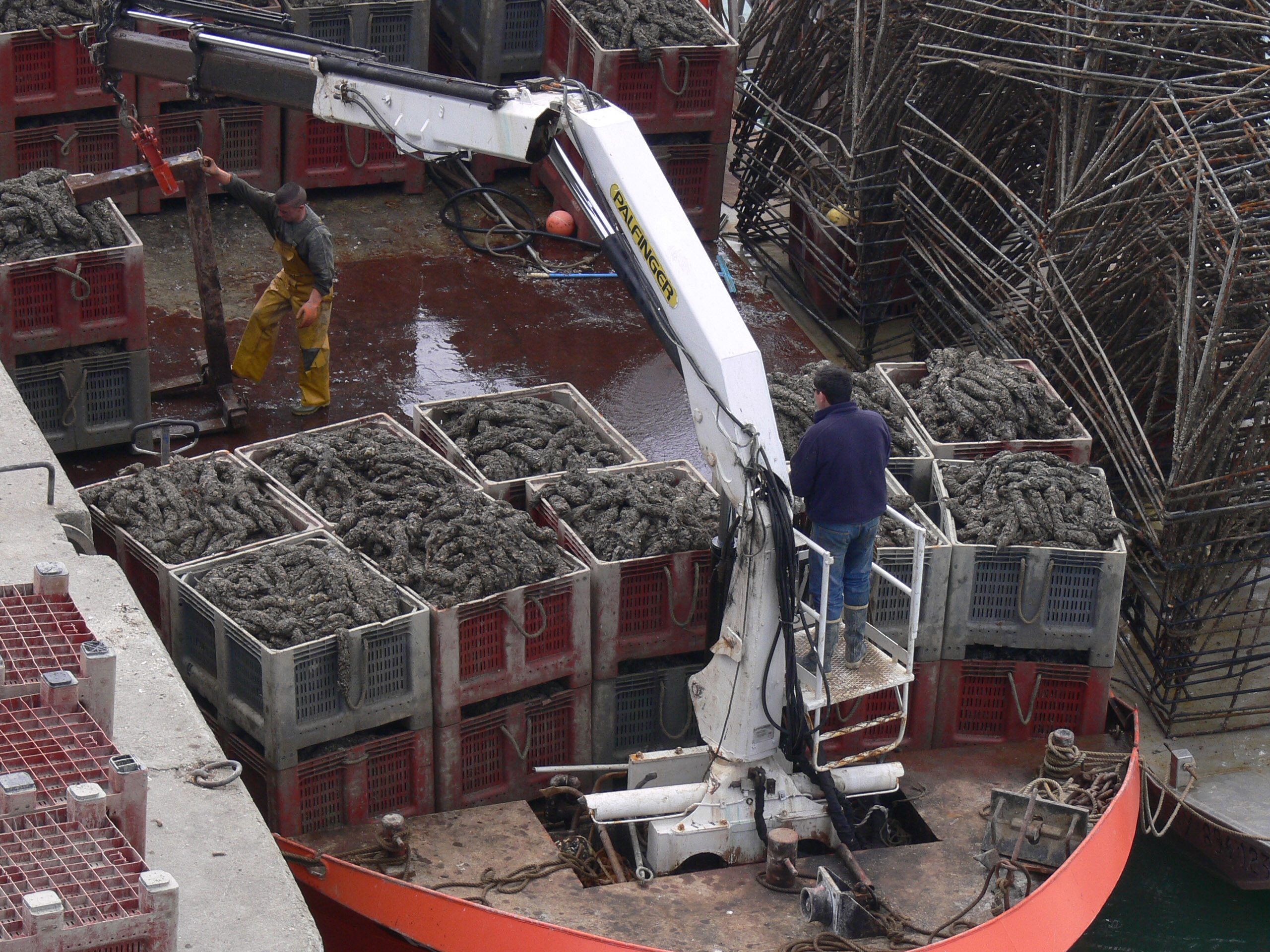
Débarquement de collecteurs d'huîtres plates, type « boudin de moules » (Bretagne-Sud, France).

Au XIXe siècle, des procédés de captage ont été développés, mais la surexploitation par la pêche à pied a causé une forte régression de l'espèce qui a entièrement disparu sur une grande partie du littoral. De plus, les conditions d'élevage et peut-être une certaine perte de biodiversité ainsi que l'introduction de germes ou parasites par les transports intercontinentaux ont provoqué de dramatiques épizooties (1920, 1970, 1980) et la faillite de nombreux producteurs. Espèce introduite dont l'origine est inconnue, le parasite Marteilia refringens est notamment responsable, entre 1970 et 1977, de la chute de production ostréicole de 75 % (« maladie des abers » ) en étant à l'origine d'une grande mortalité chez les naissains. Dans les années 1980, le parasite Bonamia ostreae lui assène presque le coup de grâce en étant à l'origine d'une grande mortalité chez les adultes. Il est possible que la pollution ait aussi fragilisé les individus face à leurs parasites. Cette huître est remplacée à la fin du XIXe siècle par l'huître creuse portugaise

## Vulnérabilité

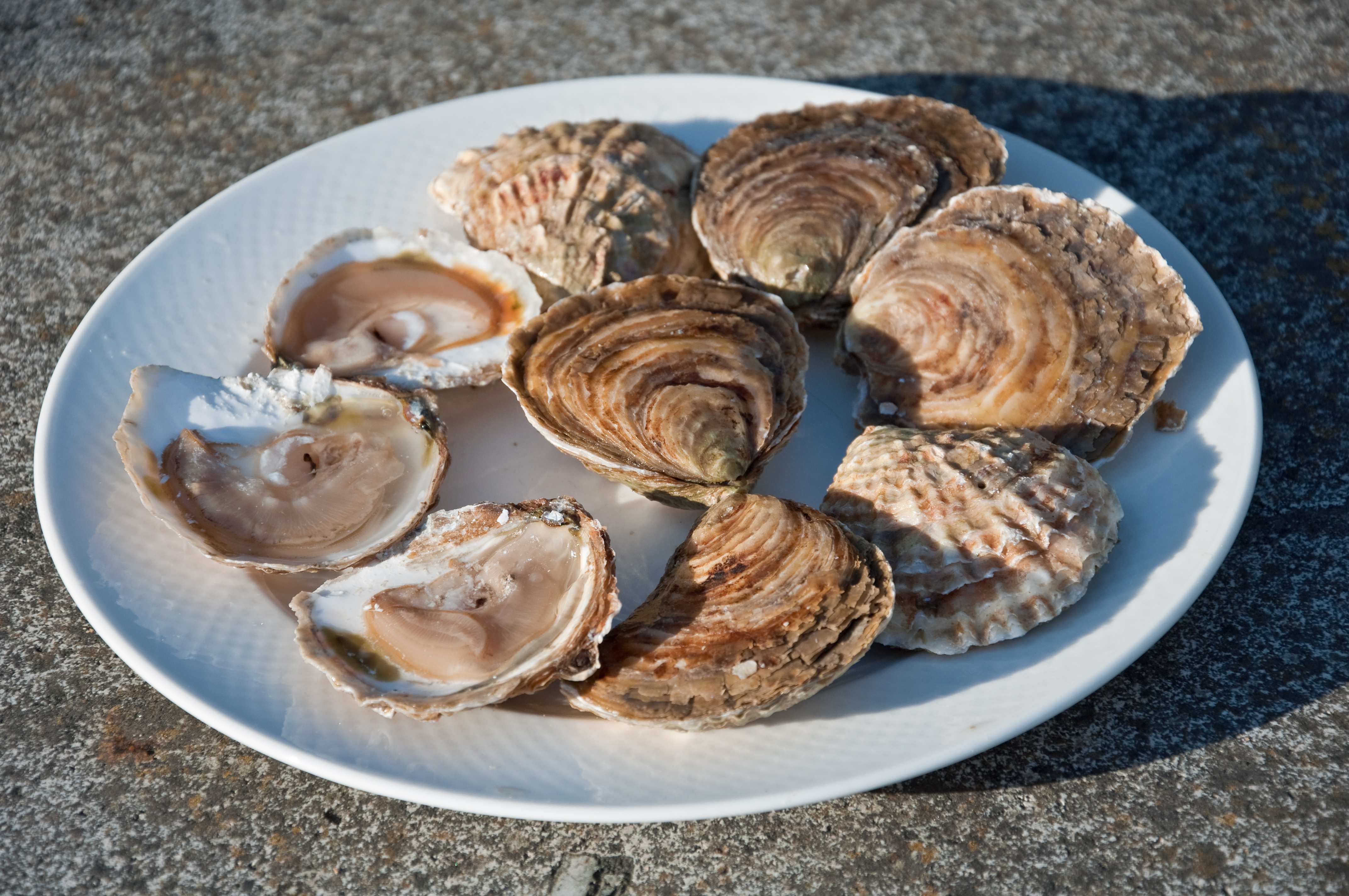
Huîtres plates de Cancale.

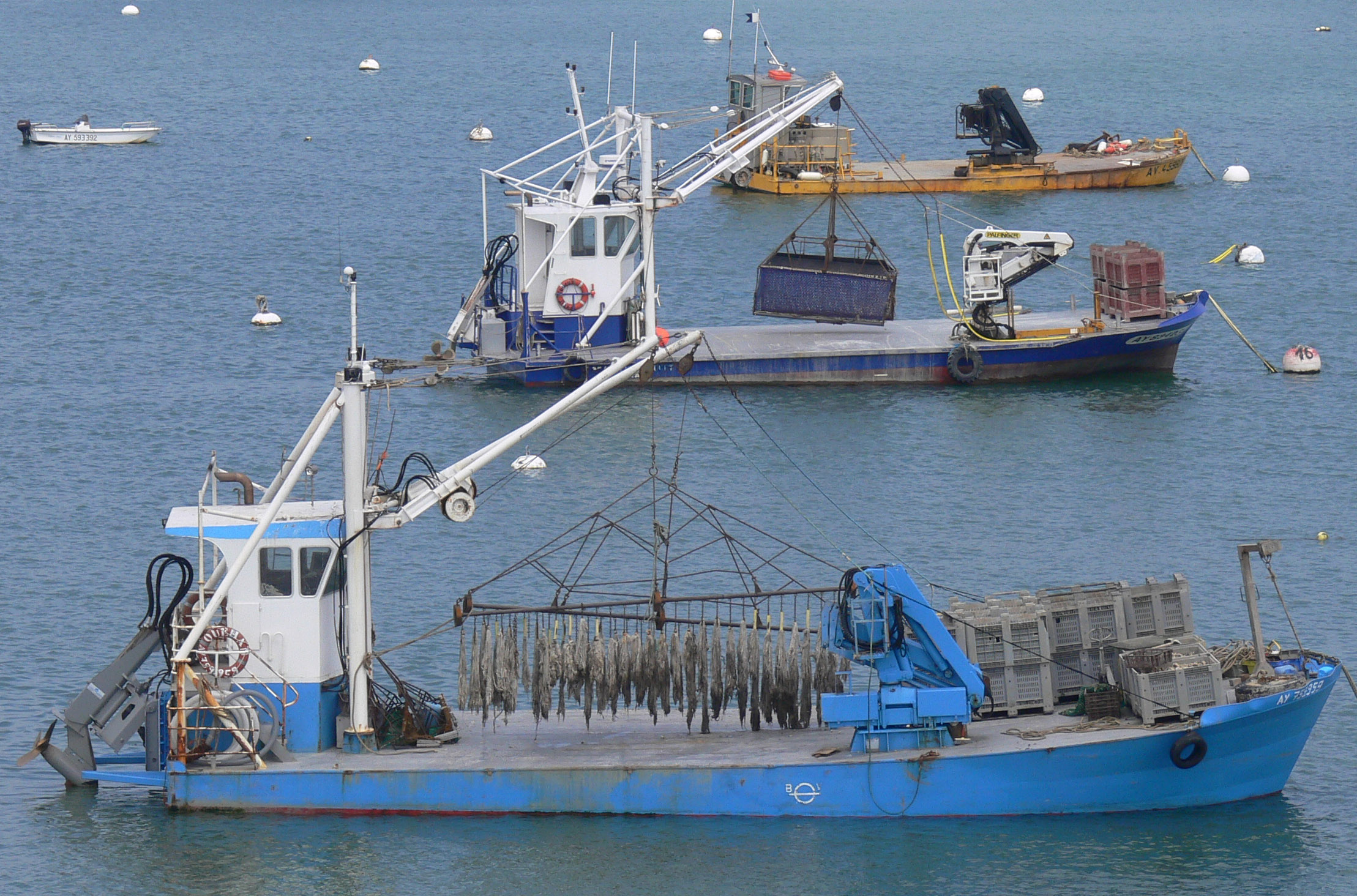
Bateau à fond plat, aussi nommé barge ostréicole (Bretagne-Sud, France).

Comme les moules sauvages et beaucoup plus qu'elles, les huîtres plates ont besoin d'être protégées de la surpêche et de la pollution. Il leur faut une eau riche en nutriments, mais suffisamment propre et oxygénée.

Parmi les nouveaux facteurs de risque, le problème des dépôts de munitions immergées (ex : Quiberon, Cancale) préoccupe les experts, car les obus contiennent de nombreux polluants qui peuvent affecter les huîtres et la chaîne alimentaire.
Avec le réchauffement climatique, les espèces introduites concurrentes ou parasites pourraient encore affecter cette espèce alors qu'elle est loin d'avoir retrouvé ses populations normales.

## Réintroduction
Dans un bras de mer situé à l'est de l'Écosse cette espèce était présente depuis au moins la fin de la dernière glaciation (il y a 10 000 ans environ) et encore très présente il y a 150 ans, mais de 1860 à 1870 les pêcheurs en ont prélevé environ un demi-million d'huîtres par semaine (30 millions environ par an) jusqu'à les faire disparaître, ensuite remplacées par des espèces originaires du Pacifique, échappées d'exploitation ostréicoles. Un projet de réintroduction d'environ 4 millions d'huîtres de cette espèce, dit programme DEEP (acronyme de Dornoch Environmental Enhancement Project) est porté par l'université Heriot-Watt d'Édimbourg (Royaume-Uni), la société de conservation marine du Royaume-Uni, appuyé par la distillerie Glenmorangie qui compte sur ces mollusques pour mieux épurer ses rejets en mer .
Un programme (projet FOREVER) incluant une connaissance zootechnique et génétique de l'espèce, lancé en 2018, vise à restaurer cette activité à partir de naissains captés en Bretagne (baie de Quiberon et rade de Brest),.
Le captage se déroule sur des structures de captage métallique (2 m de haut pour 3 m de côté) immergées en eau profonde et garnies de boudins de coquilles de moules. Une fois les naissains d’huître plate fixées sur les coquilles de moules, l'ensemble est extrait du filet plastique afin d'obtenir un mélange de débris de coquilles et de petites huîtres. Le tout est remis en élevage (dans le jargon « semée ») en eau profonde, où elles resteront 2 à 3 ans avant d'atteindre la taille commercialisable.